# Европско првенство у рукомету 2012.
10. Европско првенство у рукомету 2012. одржано је од 15. до 29. јануара 2012. у Србији. Утакмице су игране у пет дворана у четири града: Београду, Новом Саду, Нишу и Вршцу. Титулу је други пут у историји освојила репрезентација Данске победивши у финалу репрезентацију Србије са 21:19. Треће место је освојила репрезентација Хрватске која је у борби за бронзану медаљу победила Шпанију са 31:27. За најбољег играча првенства је изабран српски рукометаш Момир Илић.

## Избор домаћина
ЕХФ је 1. октобра 2007. објавила како су три примљене кандидатуре ушле у ужи избор за одржавање првенства. То су биле:
| Држава    | Градови                                        |
| --------- | ---------------------------------------------- |
| Француска | Тулуз, Нант, Лион, Монпеље, По, Шамбери, Париз |
| Србија    | Београд, Нови Сад, Ниш, Вршац                  |
| Немачка   | Дортмунд, Келн, Хамбург, Манхајм, Кил          |
Званична одлука донета је 27. септембра 2008. на конгресу Европске рукометне федерације (ЕХФ) у Бечу. Након што је Немачка кандидатура испала, Србија је у завршном кругу са 26:23 гласова победила Француску и добила домаћинство Европског првенства 2012.

## Дворане
| Квалификациона фаза          | Квалификациона фаза     | Квалификациона фаза               | Квалификациона фаза                   | Елиминациона фаза                  |
| ---------------------------- | ----------------------- | --------------------------------- | ------------------------------------- | ---------------------------------- |
| Београд                      | Нови Сад                | Вршац                             | Ниш                                   | Београд                            |
| Хала Пионир Капацитет: 8.150 | СПЕНС Капацитет: 11.500 | Центар Миленијум Капацитет: 5.000 | Спортски центар Чаир Капацитет: 5.000 | Београдска арена Капацитет: 23.000 |
|                              |                         |                                   |                                       |                                    |

## Квалификоване екипе
Ово ће бити друго Европско првенство које ће користити нови квалификациони систем, према којем само домаћин и бранилац наслова имају директан пласман, а све остале репрезентације морају играти квалификације.
| Репрезентација | Квалиф. као        | Датум квалификовања | Претходна учешћа на првенству1                           |
| -------------- | ------------------ | ------------------- | -------------------------------------------------------- |
| Србија         | Домаћин            | 18. јун 2009.       | 5 (19962, 19982, 20022, 20043, 20063, 2010)              |
| Француска      | Победник ЕП 2010.  | 17. јун 2009.       | 8 (1994, 1996, 1998, 2000, 2002, 2004, 2006, 2008, 2010) |
| Мађарска       | Група 1 - победник | 13. март 2011.      | 7 (1994, 1996, 1998, 2004, 2006, 2008, 2010)             |
| Хрватска       | Група 2 - победник | 13. март 2011.      | 9 (1994, 1996, 1998, 2000, 2002, 2004, 2006, 2008, 2010) |
| Шведска        | Група 4 - победник | 8. јун 2011.        | 8 (1994, 1996, 1998, 2000, 2002, 2004, 2008, 2010)       |
| Данска         | Група 7 - победник | 8. јун 2011.        | 8 (1994, 1996, 2000, 2002, 2004, 2006, 2008, 2010)       |
| Русија         | Група 7 - други    | 8. јун 2011.        | 8 (1994, 1996, 1998, 2000, 2002, 2004, 2008, 2010)       |
| Норвешка       | Група 6 - победник | 8. јун 2011.        | 4 (2000, 2006, 2008, 2010)                               |
| Немачка        | Група 5 - победник | 8. јун 2011.        | 9 (1994, 1996, 1998, 2000, 2002, 2004, 2006, 2008, 2010) |
| Словачка       | Група 4 - други    | 9. јун 2011.        | 2 (2006, 2008)                                           |
| Шпанија        | Група 2 - други    | 9. јун 2011.        | 9 (1994, 1996, 1998, 2000, 2002, 2004, 2006, 2008, 2010) |
| Чешка          | Група 6 - други    | 11. јун 2011.       | 6 (1996, 1998, 2002, 2004, 2008, 2010)                   |
| Македонија     | Група 1 - други    | 12. јун 2011.       | 1 (1998)                                                 |
| Пољска         | Група 3 - победник | 12. јун 2011.       | 5 (2002, 2004, 2006, 2008, 2010)                         |
| Словенија      | Група 3 - други    | 12. јун 2011.       | 8 (1994, 1996, 2000, 2002, 2004, 2006, 2008, 2010)       |
| Исланд         | Група 5 - други    | 12. јун 2011.       | 6 (2000, 2002, 2004, 2006, 2008, 2010)                   |

1 Подебљано означава првака на том првенству:2 као СР Југославија
3 као Србија и Црна Гора

## Судије
На састанку у Бечу одржаном 12. септембра 2011. одабрано је 12 судијских парова који ће делити правду на ЕП 2012.
| Држава     | Судије                        |
| ---------- | ----------------------------- |
| Чешка      | Вацлав Хорачек Јиржи Новотни  |
| Данска     | Пер Олесен Ларс Ејби Педерсен |
| Француска  | Нордин Ласар Лорен Ревере     |
| Немачка    | Ларс Гајпел Маркус Хелбиг     |
| Исланд     | Хлинур Лејфсон Антон Палсон   |
| Македонија | Славе Николов Ђорђи Начевски  |

| Држава    | Судије                               |
| --------- | ------------------------------------ |
| Норвешка  | Кенет Абрахамсен Арне Кристијансен   |
| Румунија  | Сорин-Лауренцију Дину Константин Дин |
| Русија    | Јевгениј Зотин Николај Володков      |
| Србија    | Ненад Николић Душан Стојковић        |
| Словенија | Ненад Крстић Петер Љубич             |
| Шпанија   | Оскар Ралуј Анхел Сабросо            |

## Жреб
Жреб за групну фазу обављен је 15. јуна 2011. у Београду
| Шешир 1                                   | Шешир 2                                  | Шешир 3                             | Шешир 4                                      |
| ----------------------------------------- | ---------------------------------------- | ----------------------------------- | -------------------------------------------- |
| - Француска - Хрватска - Немачка - Пољска | - Данска - Норвешка - Мађарска - Шведска | - Србија - Исланд - Шпанија - Чешка | - Словенија - Русија - Македонија - Словачка |

## Групна фаза
Групна фаза игра се од 15. јануара до 20. јануара 2012.
| Пласирали се у други круг |
| Испали                    |

### Група А (Београд)
| 15. јануар 2012. 18:15 | Пољска     | 18 : 22  | Србија            | Хала Пионир Гледалаца: 4.000 Судије: Ралуј, Сабросо (ШПА) |
| 15. јануар 2012. 18:15 | Бјелецки 4 | (7:11)   | Вујин, Никчевић 6 | Хала Пионир Гледалаца: 4.000 Судије: Ралуј, Сабросо (ШПА) |
| 15. јануар 2012. 18:15 | 2× 3×      | Извештај | 4× 3×             | Хала Пионир Гледалаца: 4.000 Судије: Ралуј, Сабросо (ШПА) |

| 15. јануар 2012. 20:15 | Данска     | 30 : 25   | Словачка | Хала Пионир Судије: Зотин, Володков (РУС) |
| 15. јануар 2012. 20:15 | Линдберг 7 | (15 : 12) | Вало 6   | Хала Пионир Судије: Зотин, Володков (РУС) |
| 15. јануар 2012. 20:15 | 4× 3×      | Извештај  | 2×       | Хала Пионир Судије: Зотин, Володков (РУС) |

| 17. јануар 2012. 18:15 | Словачка  | 24 : 41   | Пољска      | Хала Пионир Гледалаца: 3.500 Судије: Крстић, Љубич (СЛО) |
| 17. јануар 2012. 18:15 | Кукучка 5 | (13 : 17) | Пуношевац 8 | Хала Пионир Гледалаца: 3.500 Судије: Крстић, Љубич (СЛО) |
| 17. јануар 2012. 18:15 | 5× 3× 1×  | Извештај  | 3×          | Хала Пионир Гледалаца: 3.500 Судије: Крстић, Љубич (СЛО) |

| 17. јануар 2012. 20:15 | Србија | 24 : 22   | Данска                 | Хала Пионир Судије: Лазар, Ревере (ФРА) |
| 17. јануар 2012. 20:15 | Илић 8 | (10 : 12) | Кристијансен, Хансен 4 | Хала Пионир Судије: Лазар, Ревере (ФРА) |
| 17. јануар 2012. 20:15 | 2× 3×  | Извештај  | 4× 3×                  | Хала Пионир Судије: Лазар, Ревере (ФРА) |

| 19. јануар 2012. 18:15 | Пољска   | 27 : 26   | Данска     | Хала Пионир Гледалаца: 3.500 Судије: Лејфсон, Палсон (ИСЛ) |
| 19. јануар 2012. 18:15 | Ткачик 7 | (10 : 14) | Могенсен 4 | Хала Пионир Гледалаца: 3.500 Судије: Лејфсон, Палсон (ИСЛ) |
| 19. јануар 2012. 18:15 | 5× 3×    | Извештај  | 5× 3×      | Хала Пионир Гледалаца: 3.500 Судије: Лејфсон, Палсон (ИСЛ) |

| 19. јануар 2012. 20:15 | Србија       | 21 : 21  | Словачка                | Хала Пионир Гледалаца: 4.900 Судије: Зотин, Володков (РУС) |
| 19. јануар 2012. 20:15 | Продановић 5 | (13 : 6) | Кукучка, Дурис, Урбан 4 | Хала Пионир Гледалаца: 4.900 Судије: Зотин, Володков (РУС) |
| 19. јануар 2012. 20:15 | 5× 3×        | Извештај | 3×                      | Хала Пионир Гледалаца: 4.900 Судије: Зотин, Володков (РУС) |

| Репрезентација | ИГ | П | Н | И | ГД | ГП | ГР  | Б |
| -------------- | -- | - | - | - | -- | -- | --- | - |
| Србија         | 3  | 2 | 1 | 0 | 67 | 61 | +6  | 5 |
| Пољска         | 3  | 2 | 0 | 1 | 86 | 72 | +14 | 2 |
| Данска         | 3  | 1 | 0 | 2 | 78 | 76 | +2  | 2 |
| Словачка       | 3  | 0 | 1 | 2 | 70 | 92 | -22 | 1 |

### Група Б (Ниш)
| 15. јануар 2012. 17:30 | Немачка   | 24 : 27  | Чешка  | Хала Чаир Гледалаца: 3.800 Судије: Абрахамсен, Кристијансен (НОР) |
| 15. јануар 2012. 17:30 | Кауфман 5 | (9 : 14) | Јиха 7 | Хала Чаир Гледалаца: 3.800 Судије: Абрахамсен, Кристијансен (НОР) |
| 15. јануар 2012. 17:30 | 3×        | Извештај | 3×     | Хала Чаир Гледалаца: 3.800 Судије: Абрахамсен, Кристијансен (НОР) |

| 15. јануар 2012. 19:30 | Шведска  | 26 : 26   | Македонија           | Хала Чаир Гледалаца: 4.000 Судије: Лазар, Ревере (ФРА) |
| 15. јануар 2012. 19:30 | Екберг 6 | (14 : 13) | Алушевски, Лазаров 7 | Хала Чаир Гледалаца: 4.000 Судије: Лазар, Ревере (ФРА) |
| 15. јануар 2012. 19:30 | 6× 3×    | Извештај  | 6× 3×                | Хала Чаир Гледалаца: 4.000 Судије: Лазар, Ревере (ФРА) |

| 17. јануар 2012. 17:30 | Македонија | 23 : 24   | Немачка   | Хала Чаир Гледалаца: 4.000 Судије: Лејфсон, Палсон (ИСЛ) |
| 17. јануар 2012. 17:30 | Лазаров 7  | (12 : 12) | Кауфман 6 | Хала Чаир Гледалаца: 4.000 Судије: Лејфсон, Палсон (ИСЛ) |
| 17. јануар 2012. 17:30 | 4× 3×      | Извештај  | 7× 3× 1×  | Хала Чаир Гледалаца: 4.000 Судије: Лејфсон, Палсон (ИСЛ) |

| 17. јануар 2012. 19:30 | Чешка  | 29 : 33   | Шведска  | Хала Чаир Судије: Ралуј, Сабросо (ШПА) |
| 17. јануар 2012. 19:30 | Јиха 7 | (17 : 19) | Екберг 8 | Хала Чаир Судије: Ралуј, Сабросо (ШПА) |
| 17. јануар 2012. 19:30 | 4× 3×  | Извештај  | 6× 4×    | Хала Чаир Судије: Ралуј, Сабросо (ШПА) |

| 19. јануар 2012. 17:30 | Немачка      | 29 : 24   | Шведска        | Хала Чаир Гледалаца: 2.800 Судије: Крстић, Љубић (СЛО) |
| 19. јануар 2012. 17:30 | Генсхајмер 9 | (20 : 15) | Екдал ду Риц 8 | Хала Чаир Гледалаца: 2.800 Судије: Крстић, Љубић (СЛО) |
| 19. јануар 2012. 17:30 | 5× 3×        | Извештај  | 2× 3×          | Хала Чаир Гледалаца: 2.800 Судије: Крстић, Љубић (СЛО) |

| 19. јануар 2012. 19:30 | Чешка         | 21 : 27   | Македонија | Хала Чаир Гледалаца: 4.000 Судије: Абрахамсен, Кристијансен (НОР) |
| 19. јануар 2012. 19:30 | Јиха, Хорак 5 | (12 : 12) | Лазаров    | Хала Чаир Гледалаца: 4.000 Судије: Абрахамсен, Кристијансен (НОР) |
| 19. јануар 2012. 19:30 | 6× 3×         | Извештај  | 3× 2×      | Хала Чаир Гледалаца: 4.000 Судије: Абрахамсен, Кристијансен (НОР) |

| Репрезентација | ИГ | П | Н | И | ГД | ГП | ГР | Б |
| -------------- | -- | - | - | - | -- | -- | -- | - |
| Немачка        | 3  | 2 | 0 | 1 | 77 | 74 | +3 | 4 |
| Македонија     | 3  | 1 | 1 | 1 | 76 | 71 | +5 | 3 |
| Шведска        | 3  | 1 | 1 | 1 | 83 | 84 | -1 | 3 |
| Чешка          | 3  | 1 | 0 | 2 | 77 | 84 | -7 | 2 |

### Група Ц (Нови Сад)
| 16. јануар 2012. 18:15 | Француска   | 26 : 29   | Шпанија      | СПЕНС Гледалаца: 5.000 Судије: Дину, Дин (РУМ) |
| 16. јануар 2012. 18:15 | Фернандез 7 | (13 : 15) | три играча 4 | СПЕНС Гледалаца: 5.000 Судије: Дину, Дин (РУМ) |
| 16. јануар 2012. 18:15 | 2× 3×       | Извештај  | 3× 2×        | СПЕНС Гледалаца: 5.000 Судије: Дину, Дин (РУМ) |

| 16. јануар 2012. 20:15 | Мађарска | 31 : 31   | Русија    | СПЕНС Гледалаца: 6.000 Судије: Николић, Стојковић (СРБ) |
| 16. јануар 2012. 20:15 | Часар 8  | (19 : 19) | Чипурин 5 | СПЕНС Гледалаца: 6.000 Судије: Николић, Стојковић (СРБ) |
| 16. јануар 2012. 20:15 | 6× 3×    | Извештај  | 7× 3×     | СПЕНС Гледалаца: 6.000 Судије: Николић, Стојковић (СРБ) |

| 18. јануар 2012. 18:15 | Русија    | 24 : 28   | Француска | СПЕНС Гледалаца: 3.500 Судије: Хорачек, Новотни (ЧЕШ) |
| 18. јануар 2012. 18:15 | Чипурин 6 | (11 : 16) | Нарсис 6  | СПЕНС Гледалаца: 3.500 Судије: Хорачек, Новотни (ЧЕШ) |
| 18. јануар 2012. 18:15 | 3×        | Извештај  | 1× 3×     | СПЕНС Гледалаца: 3.500 Судије: Хорачек, Новотни (ЧЕШ) |

| 18. јануар 2012. 20:15 | Шпанија | 24 : 24   | Мађарска       | СПЕНС Гледалаца: 4.500 Судије: Гејпел, Хелбиг (НЕМ) |
| 18. јануар 2012. 20:15 | Реихш 6 | (11 : 12) | Мочаи, Часар 7 | СПЕНС Гледалаца: 4.500 Судије: Гејпел, Хелбиг (НЕМ) |
| 18. јануар 2012. 20:15 | 3×      | Извештај  | 5× 3× 1×       | СПЕНС Гледалаца: 4.500 Судије: Гејпел, Хелбиг (НЕМ) |

| 20. јануар 2012. 18:15 | Шпанија   | 30 : 27   | Русија     | СПЕНС Гледалаца: 4.000 Судије: Николић, Стојковић (СРБ) |
| 20. јануар 2012. 18:15 | Парондо 6 | (17 : 11) | Игропуло 8 | СПЕНС Гледалаца: 4.000 Судије: Николић, Стојковић (СРБ) |
| 20. јануар 2012. 18:15 | 3×        | Извештај  | 4× 3× 1×   | СПЕНС Гледалаца: 4.000 Судије: Николић, Стојковић (СРБ) |

| 20. јануар 2012. 20:15 | Француска | 23 : 26   | Мађарска | СПЕНС Гледалаца: 5.000 Судије: Николов, Начевски (МКД) |
| 20. јануар 2012. 20:15 | Баракет 5 | (14 : 12) | Зубаи 6  | СПЕНС Гледалаца: 5.000 Судије: Николов, Начевски (МКД) |
| 20. јануар 2012. 20:15 | 2× 3×     | Извештај  | 3×       | СПЕНС Гледалаца: 5.000 Судије: Николов, Начевски (МКД) |

| Репрезентација | ИГ | П | Н | И | ГД | ГП | ГР | Б |
| -------------- | -- | - | - | - | -- | -- | -- | - |
| Шпанија        | 3  | 2 | 1 | 0 | 83 | 77 | +6 | 5 |
| Мађарска       | 3  | 1 | 2 | 0 | 81 | 78 | +3 | 4 |
| Француска      | 3  | 1 | 0 | 2 | 78 | 79 | -1 | 2 |
| Русија         | 3  | 0 | 1 | 2 | 82 | 89 | -7 | 1 |

### Група Д (Вршац)
| 16. јануар 2012. 18:10 | Норвешка     | 28 : 27   | Словенија       | Центар Миленијум Гледалаца: 3.000 Судије: Хорачек, Новотни (ЧЕШ) |
| 16. јануар 2012. 18:10 | три играча 6 | (14 : 14) | Зорман, Гајич 5 | Центар Миленијум Гледалаца: 3.000 Судије: Хорачек, Новотни (ЧЕШ) |
| 16. јануар 2012. 18:10 | 5× 3× 1×     | Извештај  | 9× 2×           | Центар Миленијум Гледалаца: 3.000 Судије: Хорачек, Новотни (ЧЕШ) |

| 16. јануар 2012. 20:10 | Хрватска | 31 : 29   | Исланд    | Центар Миленијум Гледалаца: 2.500 Судије: Гејпел, Хелбиг (НЕМ) |
| 16. јануар 2012. 20:10 | Штрлек 8 | (14 : 15) | Сигурдсон | Центар Миленијум Гледалаца: 2.500 Судије: Гејпел, Хелбиг (НЕМ) |
| 16. јануар 2012. 20:10 | 4× 3×    | Извештај  | 4× 3×     | Центар Миленијум Гледалаца: 2.500 Судије: Гејпел, Хелбиг (НЕМ) |

| 18. јануар 2012. 18:10 | Словенија | 29 : 31   | Хрватска | Центар Миленијум Гледалаца: 3.800 Судије: Николов, Начевски (МКД) |
| 18. јануар 2012. 18:10 | Гајич 8   | (12 : 16) | Чупић 9  | Центар Миленијум Гледалаца: 3.800 Судије: Николов, Начевски (МКД) |
| 18. јануар 2012. 18:10 | 5× 3×     |           | 4× 3×    | Центар Миленијум Гледалаца: 3.800 Судије: Николов, Начевски (МКД) |

| 18. јануар 2012. 20:10 | Исланд     | 34 : 32   | Норвешка    | Центар Миленијум Гледалаца: 3.000 Судије: Олесен, Педерсен (ДАН) |
| 18. јануар 2012. 20:10 | Гунарсон 9 | (18 : 20) | Мамелунд 10 | Центар Миленијум Гледалаца: 3.000 Судије: Олесен, Педерсен (ДАН) |
| 18. јануар 2012. 20:10 | 4× 3×      | Извештај  | 4× 3×       | Центар Миленијум Гледалаца: 3.000 Судије: Олесен, Педерсен (ДАН) |

| 20. јануар 2012. 18:10 | Исланд      | 32 : 34   | Словенија      | Центар Миленијум Гледалаца: 3.800 Судије: Гејпел, Хелбиг (НЕМ) |
| 20. јануар 2012. 18:10 | Сигурдсон 9 | (13 : 17) | Гајич, Скубе 7 | Центар Миленијум Гледалаца: 3.800 Судије: Гејпел, Хелбиг (НЕМ) |
| 20. јануар 2012. 18:10 | 3× 2×       | Извештај  | 5× 3×          | Центар Миленијум Гледалаца: 3.800 Судије: Гејпел, Хелбиг (НЕМ) |

| 20. јануар 2012. 20:10 | Хрватска | 26 : 20  | Норвешка   | Центар Миленијум Гледалаца: 3.000 Судије: Дин, Дину (РУМ) |
| 20. јануар 2012. 20:10 | Чупић 6  | (13 : 8) | Мамелунд 6 | Центар Миленијум Гледалаца: 3.000 Судије: Дин, Дину (РУМ) |
| 20. јануар 2012. 20:10 | 3×       | Извештај | 7× 3×      | Центар Миленијум Гледалаца: 3.000 Судије: Дин, Дину (РУМ) |

| Репрезентација | ИГ | П | Н | И | ГД | ГП | ГР  | Б |
| -------------- | -- | - | - | - | -- | -- | --- | - |
| Хрватска       | 3  | 3 | 0 | 0 | 88 | 78 | +10 | 6 |
| Словенија      | 3  | 1 | 0 | 2 | 90 | 91 | -1  | 2 |
| Исланд         | 3  | 1 | 0 | 2 | 95 | 97 | -2  | 2 |
| Норвешка       | 3  | 1 | 0 | 2 | 80 | 87 | -7  | 2 |

## Други круг
Други круг игра се од 21. до 25. јануара 2012.
| Пласирали се у полуфинале |
| Игра за 5. место          |
| Испали                    |

### Група Е
| 21. јануар 2012. 16:15 | Пољска  | 29 : 29  | Шведска  | Београдска арена Гледалаца: 6.000 Судије: Лазар, Ревере (ФРА) |
| 21. јануар 2012. 16:15 | Јашка 8 | (9 : 20) | Екберг 7 | Београдска арена Гледалаца: 6.000 Судије: Лазар, Ревере (ФРА) |
| 21. јануар 2012. 16:15 | 4× 2×   | Извештај | 3×       | Београдска арена Гледалаца: 6.000 Судије: Лазар, Ревере (ФРА) |

| 21. јануар 2012. 18:15 | Данска    | 33 : 32   | Македонија | Београдска арена Гледалаца: 17.000 Судије: Ралуј, Сабросо (ШПА) |
| 21. јануар 2012. 18:15 | Хансен 12 | (16 : 19) | Лазаров 13 | Београдска арена Гледалаца: 17.000 Судије: Ралуј, Сабросо (ШПА) |
| 21. јануар 2012. 18:15 | 3×        | Извештај  | 2×         | Београдска арена Гледалаца: 17.000 Судије: Ралуј, Сабросо (ШПА) |

| 21. јануар 2012. 20:15 | Србија | 21 : 21  | Немачка      | Београдска арена Гледалаца: 19.500 Судије: Абрахамсен, Кристијансен (НОР) |
| 21. јануар 2012. 20:15 | Илић 6 | (12 : 7) | Генсхајмер 5 | Београдска арена Гледалаца: 19.500 Судије: Абрахамсен, Кристијансен (НОР) |
| 21. јануар 2012. 20:15 | 4× 3×  | Извештај | 4× 3×        | Београдска арена Гледалаца: 19.500 Судије: Абрахамсен, Кристијансен (НОР) |

| 23. јануар 2012. 16:20 | Пољска    | 25 : 27   | Македонија | Београдска арена Гледалаца: 18700 Судије: Лејфсон, Палсон (ИСЛ) |
| 23. јануар 2012. 16:20 | Јурецки 5 | (12 : 18) | Лазаров 9  | Београдска арена Гледалаца: 18700 Судије: Лејфсон, Палсон (ИСЛ) |
| 23. јануар 2012. 16:20 | 5× 2×     | Извештај  | 4× 3×      | Београдска арена Гледалаца: 18700 Судије: Лејфсон, Палсон (ИСЛ) |

| 23. јануар 2012. 18:20 | Данска  | 28 : 26   | Немачка                               | Београдска арена Гледалаца: 7000 Судије: Крстић, Љубич (СЛО) |
| 23. јануар 2012. 18:20 | Егерт 7 | (17 : 14) | Кауфман, Генсхајмер, Тојеркауф, Хас 4 | Београдска арена Гледалаца: 7000 Судије: Крстић, Љубич (СЛО) |
| 23. јануар 2012. 18:20 | 2× 3×   | Извештај  | 3×                                    | Београдска арена Гледалаца: 7000 Судије: Крстић, Љубич (СЛО) |

| 23. јануар 2012. 20:20 | Србија  | 24 : 21   | Шведска            | Београдска арена Судије: Ралуј, Сабросо (ШПА) |
| 23. јануар 2012. 20:20 | Вујин 5 | (14 : 11) | Ким Екдал ду Риц 8 | Београдска арена Судије: Ралуј, Сабросо (ШПА) |
| 23. јануар 2012. 20:20 | 3×      | Извештај  | 3×                 | Београдска арена Судије: Ралуј, Сабросо (ШПА) |

| 25. јануар 2012. 16:15 | Пољска               | 33 : 32   | Немачка           | Београдска арена Гледалаца: 1.000 Судије: Ралуј, Сабросо (ШПА) |
| 25. јануар 2012. 16:15 | Јурецки, Кухчињски 5 | (18 : 17) | Клајн, Шпренгер 7 | Београдска арена Гледалаца: 1.000 Судије: Ралуј, Сабросо (ШПА) |
| 25. јануар 2012. 16:15 | 4× 2×                | Извештај  | 8× 3× 1×          | Београдска арена Гледалаца: 1.000 Судије: Ралуј, Сабросо (ШПА) |

| 25. јануар 2012. 18:15 | Данска  | 31 : 24   | Шведска    | Београдска арена Гледалаца: 5.200 Судије: Крстић, Љубич (СЛО) |
| 25. јануар 2012. 18:15 | Егерт 7 | (18 : 11) | Андерсон 8 | Београдска арена Гледалаца: 5.200 Судије: Крстић, Љубич (СЛО) |
| 25. јануар 2012. 18:15 | 1× 3×   | Извештај  | 5× 3×      | Београдска арена Гледалаца: 5.200 Судије: Крстић, Љубич (СЛО) |

| 25. јануар 2012. 20:15 | Србија  | 19 : 22   | Македонија    | Београдска арена Гледалаца: 12.000 Судије: Абрахамсен, Кристијансен (НОР) |
| 25. јануар 2012. 20:15 | Вујин 5 | (10 : 11) | К. Лазаров 10 | Београдска арена Гледалаца: 12.000 Судије: Абрахамсен, Кристијансен (НОР) |
| 25. јануар 2012. 20:15 | 1× 4×   | Извештај  | 4× 2×         | Београдска арена Гледалаца: 12.000 Судије: Абрахамсен, Кристијансен (НОР) |

| Репрезентација | ИГ | П | Н | И | ГД  | ГП  | ГР  | Б |
| -------------- | -- | - | - | - | --- | --- | --- | - |
| Србија         | 5  | 3 | 1 | 1 | 110 | 104 | +6  | 7 |
| Данска         | 5  | 3 | 0 | 2 | 140 | 133 | +7  | 6 |
| Македонија     | 5  | 2 | 1 | 2 | 130 | 127 | +3  | 5 |
| Пољска         | 5  | 2 | 1 | 2 | 132 | 136 | -4  | 5 |
| Немачка        | 5  | 2 | 1 | 2 | 132 | 129 | +3  | 5 |
| Шведска        | 5  | 0 | 2 | 3 | 124 | 139 | -15 | 2 |

### Група Ф
| 22. јануар 2012. 16:10 | Мађарска | 21 : 27   | Исланд               | СПЕНС Гледалаца: 4.500 Судије: Николић, Стојковић (СРБ) |
| 22. јануар 2012. 16:10 | Часар 7  | (10 : 14) | Атласон, Сигурдсон 5 | СПЕНС Гледалаца: 4.500 Судије: Николић, Стојковић (СРБ) |
| 22. јануар 2012. 16:10 | 4× 3×    | Извештај  | 6× 3×                | СПЕНС Гледалаца: 4.500 Судије: Николић, Стојковић (СРБ) |

| 22. јануар 2012. 18:10 | Француска | 28 : 26   | Словенија | СПЕНС Гледалаца: 4.700 Судије: Дину, Дин (РУМ) |
| 22. јануар 2012. 18:10 | Бараше 6  | (14 : 15) | Жвижеј 6  | СПЕНС Гледалаца: 4.700 Судије: Дину, Дин (РУМ) |
| 22. јануар 2012. 18:10 | 3×        | Извештај  | 7× 3×     | СПЕНС Гледалаца: 4.700 Судије: Дину, Дин (РУМ) |

| 22. јануар 2012. 20:10 | Шпанија | 24 : 22   | Хрватска | СПЕНС Гледалаца: 7.500 Судије: Хорачек, Новотни (ЧЕШ) |
| 22. јануар 2012. 20:10 | Томас 5 | (11 : 14) | Чупић 5  | СПЕНС Гледалаца: 7.500 Судије: Хорачек, Новотни (ЧЕШ) |
| 22. јануар 2012. 20:10 | 3×      | Извештај  | 3×       | СПЕНС Гледалаца: 7.500 Судије: Хорачек, Новотни (ЧЕШ) |

| 24. јануар 2012. 16:10 | Шпанија       | 31 : 26   | Исланд      | СПЕНС Гледалаца: 2.500 Судије: Николов, Начевски (МКД) |
| 24. јануар 2012. 16:10 | Агуинагалде 5 | (17 : 13) | Сигурдсон 6 | СПЕНС Гледалаца: 2.500 Судије: Николов, Начевски (МКД) |
| 24. јануар 2012. 16:10 | 2× 3×         | Извештај  | 2× 3×       | СПЕНС Гледалаца: 2.500 Судије: Николов, Начевски (МКД) |

| 24. јануар 2012. 18:10 | Француска            | 22 : 29   | Хрватска        | СПЕНС Гледалаца: 7.500 Судије: Абрахамсен, Кристијансен (НОР) |
| 24. јануар 2012. 18:10 | Фернандез, Баракет 4 | (12 : 11) | Копљар, Чупић 7 | СПЕНС Гледалаца: 7.500 Судије: Абрахамсен, Кристијансен (НОР) |
| 24. јануар 2012. 18:10 | 2× 3×                | Извештај  | 3×              | СПЕНС Гледалаца: 7.500 Судије: Абрахамсен, Кристијансен (НОР) |

| 24. јануар 2012. 20:10 | Мађарска | 30 : 32   | Словенија | СПЕНС Гледалаца: 6.800 Судије: Гејпел, Хелбиг (НЕМ) |
| 24. јануар 2012. 20:10 | Путиш 7  | (13 : 14) | Гајич 13  | СПЕНС Гледалаца: 6.800 Судије: Гејпел, Хелбиг (НЕМ) |
| 24. јануар 2012. 20:10 | 5× 3× 1× | Извештај  | 6× 3×     | СПЕНС Гледалаца: 6.800 Судије: Гејпел, Хелбиг (НЕМ) |

| 25. јануар 2012. 16:10 | Француска   | 29 : 29   | Исланд      | СПЕНС Гледалаца: 2.800 Судије: Николић, Стојковић (СРБ) |
| 25. јануар 2012. 16:10 | Акамбрај 10 | (11 : 15) | Сигурдсон 5 | СПЕНС Гледалаца: 2.800 Судије: Николић, Стојковић (СРБ) |
| 25. јануар 2012. 16:10 | 2× 3×       | Извештај  | 1× 3×       | СПЕНС Гледалаца: 2.800 Судије: Николић, Стојковић (СРБ) |

| 25. јануар 2012. 18:10 | Шпанија       | 35 : 32   | Словенија | СПЕНС Гледалаца: 3.200 Судије: Гејпел, Хелбиг (НЕМ) |
| 25. јануар 2012. 18:10 | Икер Ромеро 7 | (15 : 15) | Жвижеј 7  | СПЕНС Гледалаца: 3.200 Судије: Гејпел, Хелбиг (НЕМ) |
| 25. јануар 2012. 18:10 | 3×            | Извештај  | 3×        | СПЕНС Гледалаца: 3.200 Судије: Гејпел, Хелбиг (НЕМ) |

| 25. јануар 2012. 20:10 | Мађарска | 24 : 24   | Хрватска  | СПЕНС Гледалаца: 5.500 Судије: Дин, Дину (РУМ) |
| 25. јануар 2012. 20:10 | Часар 14 | (13 : 12) | Хорват 11 | СПЕНС Гледалаца: 5.500 Судије: Дин, Дину (РУМ) |
| 25. јануар 2012. 20:10 | 3× 2×    | Извештај  | 4× 3×     | СПЕНС Гледалаца: 5.500 Судије: Дин, Дину (РУМ) |

| Репрезентација | ИГ | П | Н | И | ГД  | ГП  | ГР  | Б |
| -------------- | -- | - | - | - | --- | --- | --- | - |
| Шпанија        | 5  | 4 | 1 | 0 | 143 | 130 | +13 | 9 |
| Хрватска       | 5  | 3 | 1 | 1 | 137 | 128 | +9  | 7 |
| Словенија      | 5  | 2 | 0 | 3 | 153 | 156 | -1  | 4 |
| Мађарска       | 5  | 1 | 2 | 2 | 125 | 130 | -5  | 4 |
| Исланд         | 5  | 1 | 1 | 3 | 143 | 146 | -3  | 3 |
| Француска      | 5  | 1 | 1 | 3 | 128 | 139 | -11 | 3 |

## Завршница
Завршни мечеви играју се 27. и 28. јануара у Београду у Београдској Арени
|  | Полуфинале | Полуфинале |             |    | Финале | Финале |
|  |            |            |             |    |        |        |
|  | 27. јануар |            |             |    |        |        |
|  |            |            |             |    |        |        |
|  | Данска     | 25         |             |    |        |        |
|  | Данска     | 25         | 29. јануар  |    |        |        |
|  | Шпанија    | 24         |             |    |        |        |
|  | Шпанија    | 24         | Србија      | 19 |        |        |
|  | 27. јануар |            | Србија      | 19 |        |        |
|  |            | Данска     | 21          |    |        |        |
|  | Србија     | Данска     | 21          | 26 |        |        |
|  | Србија     |            |             | 26 |        |        |
|  | Хрватска   | 22         |             |    |        |        |
|  | Хрватска   | 22         | За 3. место |    |        |        |
|  |            |            |             |    |        |        |
|  | 29. јануар |            |             |    |        |        |
|  |            |            |             |    |        |        |
|  | Хрватска   | 31         |             |    |        |        |
|  | Хрватска   | 31         |             |    |        |        |
|  | Шпанија    | 27         |             |    |        |        |

### За 5. место
28:27 (16:12)
| 27. јануар 15:15 | Македонија | 28:27     | Словенија | Београдска арена Гледалаца: 5.500 Судије: Ралуј, Сабросо (ШПА) |
| 27. јануар 15:15 | Лазаров 8  | (16 : 12) | Доленец 7 | Београдска арена Гледалаца: 5.500 Судије: Ралуј, Сабросо (ШПА) |
| 27. јануар 15:15 | 5× 3×      | Извештај  | 5× 3×     | Београдска арена Гледалаца: 5.500 Судије: Ралуј, Сабросо (ШПА) |

### Полуфинале
| 27. јануар 17:45 | Данска  | 25 : 24   | Шпанија     | Београдска арена Гледалаца: 14.000 Судије: Крстић, Љубич (СЛО) |
| 27. јануар 17:45 | Лауге 6 | (12 : 10) | Агуинагалде | Београдска арена Гледалаца: 14.000 Судије: Крстић, Љубич (СЛО) |
| 27. јануар 17:45 | 3× 4×   | Извештај  | 3×          | Београдска арена Гледалаца: 14.000 Судије: Крстић, Љубич (СЛО) |

| 27. јануар 20:15 | Србија | 26 : 22   | Хрватска | Београдска арена Гледалаца: 20.000 Судије: Ласар, Ревере (ФРА) |
| 27. јануар 20:15 | Илић 8 | (13 : 14) | Копљар 7 | Београдска арена Гледалаца: 20.000 Судије: Ласар, Ревере (ФРА) |
| 27. јануар 20:15 | 3×     | Извештај  | 2× 4×    | Београдска арена Гледалаца: 20.000 Судије: Ласар, Ревере (ФРА) |

### За 3. место
| 29. јануар 14:30 | Хрватска          | 31 : 27   | Шпанија     | Београдска арена Гледалаца: 8.500 Судије: Гејпел, Хелбиг (НЕМ) |
| 29. јануар 14:30 | Лацковић, Чупић 7 | (13 : 12) | Сармиенто 7 | Београдска арена Гледалаца: 8.500 Судије: Гејпел, Хелбиг (НЕМ) |
| 29. јануар 14:30 | 5× 3×             | Извештај  | 2× 3×       | Београдска арена Гледалаца: 8.500 Судије: Гејпел, Хелбиг (НЕМ) |

### Финале
| 29. јануар 17:00 | Србија       | 19 : 21  | Данска   | Београдска арена Гледалаца: 16.000 Судије: Абрахамсен, Кристијансен (НОР) |
| 29. јануар 17:00 | Продановић 4 | (7 : 9)  | Хансен 9 | Београдска арена Гледалаца: 16.000 Судије: Абрахамсен, Кристијансен (НОР) |
| 29. јануар 17:00 | 4× 2× 1×     | Извештај | 3×       | Београдска арена Гледалаца: 16.000 Судије: Абрахамсен, Кристијансен (НОР) |

| 2° место Србија | Победник 10. Европског првенства у рукомету Данска 2° титула | 3° место Хрватска |

## Коначан пласман
| 1. место 2. место 3. место 4. место | 5. и 6. место Од 7. до 12. места Од 13. до 16. места |

| #   | Репрезентација | Квалификација за СП | Квалификација за ОИ 2012. |
| --- | -------------- | ------------------- | ------------------------- |
|     | Данска         | СП 2013.            | ОИ                        |
|     | Србија         | СП 2013.            | ОК                        |
|     | Хрватска       | СП 2013.            | ОК                        |
| 4.  | Шпанија        | СП 2013.            | ОК                        |
| 5.  | Македонија     |                     | ОК                        |
| 6.  | Словенија      |                     |                           |
| 7.  | Немачка        |                     |                           |
| 8.  | Мађарска       |                     | ОК                        |
| 9.  | Пољска         |                     | ОК 1                      |
| 10. | Исланд         |                     | ОК                        |
| 11. | Француска      | СП 2013.            | ОИ                        |
| 12. | Шведска        |                     | ОК                        |
| 13. | Норвешка       |                     |                           |
| 14. | Чешка          |                     |                           |
| 15. | Русија         |                     |                           |
| 16. | Словачка       |                     |                           |

| СП      | Екипе које су се директно квалификовале на СП 2013. |
| СП      | Шпанија и Француска су директно квалификоване за СП 2013. као домаћин и бранилац титуле. |
| ОИ / ОК | Директан пласман на Олимпијске игре 2012. (ОИ) и пласман у Квалификације за Олимпијске игре преко овог првенства (ОК)                                                                                               |
| ОИ / ОК | Француска је као светски првак 2011. обезбедила директан пласман на ОИ. Данска, Шпанија, Шведска, Хрватска, Исланд и Мађарска су обезбедиле пласман на Олимпијске квалификације на основу пласмана на СП 2011. (ОК) |

- 1 Пошто је селекција Данске као првак Европе обезбедила директан пласман на Олимпијске игре, њено место у квалификацијама преко Светског првенства заузела је селекција Пољске.

## Састави победничких екипа
| Злато  | Данска   | Никлас Ландин, Томас Моргенсен, Мадс Кристијансен, Расмус Лауге Шмидт, Ларс Кристијансен, Николај Маркусен, Андерс Егерт, Бо Спелерберг, Ласе Сван Хансен, Ханс Линдберг, Рене Тофт Хансен, Маркус Клеверли, Каспер Сондергард, Хенрик Тофт Хансен, Микел Хансен, Каспер Нилсен           | Селектор: Улрик Вилбек    |
| Сребро | Србија   | Драган Марјанац, Жарко Шешум, Марко Вујин, Иван Никчевић, Никола Манојловић, Алем Тоскић, Дарко Станић, Момир Илић, Добривоје Марковић, Рајко Продановић, Растко Стојковић, Момир Рнић, Милош Костадиновић, Бојан Бељански, Ненад Вучковић, Далибор Чутура, Иван Станковић, Петар Ненадић | Селектор: Веселин Вуковић |
| Бронза | Хрватска | Ивано Балић, Домагој Дувњак, Блаженко Лацковић, Марко Копљар, Игор Вори, Јаков Гојун, Венио Лосерт, Златко Хорват, Драго Вуковић, Дамир Бичанић, Денис БУнтић, Мирко Алиловић, Мануел Штрлек, Иван Чупић, Жељко Муса, Иван Нинчевић                                                       | Селектор: Славко Голужа   |

## Награде
| Екипа првенства: - голман: Дарко Станић - лево крило: Валур Сигурдсон - леви бек: Микел Хансен - средњи бек: Урош Зорман - десни бек: Марко Копљар - десно крило: Кристијан Шпренгер - пивот: Рене Тофт Хансен Најкориснији играч (МПВ): Момир Илић Најбољи одбрамбени играч: Виран Морош Најбољи голман: Дарко Станић | \| Бр. \| Рукометаш \| Голова \| Удараца \| % \| ОИ \| \| --- \| ------------------- \| ------ \| ------- \| -- \| -- \| \| 1 \| Кирил Лазаров \| 61 \| 114 \| 54 \| 7 \| \| 2 \| Драган Гајић \| 48 \| 67 \| 72 \| 7 \| \| 3 \| Микел Хансен \| 45 \| 89 \| 51 \| 8 \| \| 4 \| Габор Шћаћар \| 43 \| 68 \| 63 \| 6 \| \| 5 \| Иван Чупић \| 42 \| 55 \| 76 \| 8 \| \| 6 \| Валур Сигурдсон \| 41 \| 63 \| 65 \| 6 \| \| 7 \| Момир Илић \| 34 \| 72 \| 47 \| 8 \| \| 8 \| Никлас Екберг \| 33 \| 51 \| 65 \| 6 \| \| 9 \| Блаженко Лацковић \| 32 \| 56 \| 57 \| 8 \| \| 10 \| Андерс Егерт Јенсен \| 30 \| 39 \| 77 \| 8 \| \| 10 \| Лука Жвижеј \| 30 \| 41 \| 73 \| 7 \| \| 10 \| Јуре Доленец \| 30 \| 47 \| 64 \| 7 \| Извор: ЕХФ |        |         |    |    |
| Бр. | Рукометаш | Голова | Удараца | %  | ОИ |
| 1 | Кирил Лазаров | 61     | 114     | 54 | 7  |
| 2 | Драган Гајић | 48     | 67      | 72 | 7  |
| 3 | Микел Хансен | 45     | 89      | 51 | 8  |
| 4 | Габор Шћаћар | 43     | 68      | 63 | 6  |
| 5 | Иван Чупић | 42     | 55      | 76 | 8  |
| 6 | Валур Сигурдсон | 41     | 63      | 65 | 6  |
| 7 | Момир Илић | 34     | 72      | 47 | 8  |
| 8 | Никлас Екберг | 33     | 51      | 65 | 6  |
| 9 | Блаженко Лацковић | 32     | 56      | 57 | 8  |
| 10 | Андерс Егерт Јенсен | 30     | 39      | 77 | 8  |
| 10 | Лука Жвижеј | 30     | 41      | 73 | 7  |
| 10 | Јуре Доленец | 30     | 47      | 64 | 7  |

## Галерија
- Маскота игара орао Таса са македонском навијачицом у Београдској арени.
- Меч између Србије и Немачке.
- Београдска арена.